# Pseudomegalonychus subterranea
Pseudomegalonychus subterranea is een keversoort uit de familie loopkevers (Carabidae). De wetenschappelijke naam van de soort is voor het eerst geldig gepubliceerd in 1918 door Van Dyke.